# Jaroslav Pešán (politik)
Jaroslav Pešán (* 2. října 1946 Stránecká Zhoř) je český politik, v 90. letech 20. století a v první dekádě 21. století poslanec Poslanecké sněmovny za ODS.

## Biografie
Jeho otec Jaroslav Pešán byl československým odbojářem. Budoucí poslanec Jaroslav Pešán složil v roce 1964 maturitu a od roku 1965 studoval na Vysoké škole veterinární v Brně. Po promoci a základní vojenské službě začal roku 1973 pracovat v masokombinátu Kostelec u Jihlavy, kde byl od roku 1975 pověřen vedením střediska veterinární služby. V roce 1996 se uvádí jako vedoucí veterinárně hygienického střediska firmy Kostelecké uzeniny v Kostelci u Jihlavy.
Ve volbách v roce 1996 byl zvolen do poslanecké sněmovny za ODS (volební obvod Jihomoravský kraj). Mandát obhájil ve volbách v roce 1998 a volbách v roce 2002. Ve sněmovně setrval do voleb v roce 2006. Zasedal ve sněmovním zemědělském výboru (v letech 1998-2006 jako jeho místopředseda).
V komunálních volbách roku 1994 a komunálních volbách roku 1998 byl zvolen do zastupitelstva města Jihlava za ODS.